# 2. Szaturnusz-gála
A 2. Szaturnusz-gála az 1974-es év legjobb filmes sci-fi, horror és fantasy alakításait értékelte. A díjátadót 1975. január 7-én tartották Kaliforniában, az első gálán lévő két kategóriát pedig immár tízre növelték.

## Győztesek és jelöltek
| Legjobb sci-fi film | Legjobb fantasyfilm                      |
| --- | ---------------------------------------- |
| - Zöld szója - A majmok bolygója 5. – A csata - A delfin napja - The Neptune Factor - Hétalvó - Beware! The Blob - Sssssss - Feltámad a vadnyugat | Szindbád arany utazása                   |
| Legjobb horrorfilm | Legjobb stop-motion animáció             |
| - Az ördögűző - Arnold - Ne nézz vissza! - Terror at Red Wolf Inn - Az ördög házának legendája - Death Line - Schlock - Scream Blacula Scream - Nővérek - Tales That Witness Madness - Terror in the Wax Museum - Shakespeare-i gyilkosságok - Mesék a kriptákból II. | Ray Harryhausen - Szindbád arany utazása |
| Legjobb smink | Legjobb forgatókönyv                     |
| Az ördögűző — Dick Smith | Az ördögűző — William Peter Blatty       |
| Legjobb filmzene | Legjobb különleges effektek              |
| Bernard Herrmann | Az ördögűző — Marcel Vercoutere          |
| Legjobb televíziós műsor |                                          |
| - Gyilkos méhek — Curtis Harrington |                                          |

### Különdíj
- George Pal
- Charlton Heston
- Gloria Swanson
- Fay Wray
- Don Fanzo
- C. Dean Andersson

## Fordítás
- Ez a szócikk részben vagy egészben  a(z)   2nd Saturn Awards című angol Wikipédia-szócikk fordításán alapul.  Az eredeti cikk szerkesztőit annak laptörténete sorolja fel. Ez a jelzés csupán a megfogalmazás eredetét és a szerzői jogokat jelzi, nem szolgál a cikkben szereplő információk forrásmegjelöléseként.